# Skokan levhartí
Skokan levhartí (Lithobates pipiens, též Rana pipiens), je druh žáby čeledi skokanovitých (Ranidae). Přirozeně se vyskytuje ve vodních ekosystémech Severní Ameriky, především v severních Spojených státech a Kanadě. Délka těla může být až 11 cm. Pro skokana levhartího je charakteristické zelené zbarvení a výrazné tmavě hnědé fleky, existují i odlišné typy zbarvení. Jedná se o modelový organismus, který našel své využití v několika oborech včetně biomedicíny, neurovědy, vývojové biologie a biomechaniky svalů. Mezi významné studie patří například výzkum převodu vzruchu mezi motorickými neurony a svaly (tzv. nervosvalová ploténka) nebo objev protinádorového léčiva ranpirnázy, pocházející z oocytů skokana levhartího.